# Вейнтисинко де Майо (бронепалубен крайцер, 1890)
Вейнтисинко де Майо (на испански: ARA Veinticinco de Mayo) е бронепалубен крайцер на аржентинските ВМС от края на 19 век. Построен е в единствен екземпляр. Той е типичен представител на първото поколение „Елсуикските крайцери“, строени от британската компания „Армстронг“ (на английски: Armstrong Whitworth) за експорт. Неговото последващо развитие е крайцерът „Нуеве де Хулио“.

## Проектиране и построяване
„Вейнтисинко де Майо“ е проектиран от главния конструктор на известната британска фирма Armstrong Whitworth – „Армстронг“ Филип Уотс. В основата на проекта е положен крайцерът „Пиемонте“, конструиран от Уотс и построен от „Армстронг“ за ВМС на Италия. „Пиемонте“ прави голямо впечатление на военноморските кръгове със съчетанието на мощно въоръжение и ниска цена, затова и фирмата очаква други поръчки. Пред Уотс е поставена задача да създаде проект, развиващ прототипа, но превъзхождащ го по всички характеристики.
Решението за строителството на новия кораб в Елсуик е взето през юни 1886 г.. Крайцерът трябва да развива максималната възможна скорост, а неговото въоръжение е съставено от 120 mm скорострелни оръдия на „Армстронг“, вместо 152 mm, при „Пиемонт“. Макар флотовете да не бързат с поръчката, уверенността на Уилям Джордж Армстронг в успеха на проекта е толкова голяма, че крайцерът е заложен на 18 юни 1888 г. без да има купувач за него, под името „Некочеа“ (на испански: Necochea). През юли 1889 г. строящият се крайцер е предложен на Чили, но в крайна сметка, през септември 1889 г., е закупен на стапела от правителството на Аржентина.
Аржентинското правителство забавя плащанията, за това вече готовият крайцер стои на река Тайн от април до юли 1891 г. и едва през август 1891 г., когато е направено последното плащане, корабът отплава към мястото на службата. Преходът през Атлантика преминава успешно и завършва на 17 септември 1891 г., когато „Вейнтисинко де Майо“ пристига в Буенос Айрес.

## Конструкция
Корпусът на „Вейнтисинко де Майо“ представлява увеличения корпус на „Пиемонте“. Всичко в проекта е подчинено на достигането на максимално висока скорост и пределно въоръжение. По настояване на поръчителя бакът и ютът са повдигнати, което в съчетание с по-високия, отколкото на „Пиемонте“ борд, позволява увеличаване на мореходността на кораба. В конструкцията е използвано двойно дъно, но поради малките размери на корпуса, то отсъства под машинното и котелното отделения.
Бронираната палуба е по протежение на целия кораб, прикриваща погребите и механизмите. Дебелината ѝ се колебае от 89 mm над машинната установка, до 42 mm на другите места и 25 mm в краищата. Скосовете на палубата са дебели 89 mm в долната част и 114 mm в горната. Понеже машините са издигат над палубата, над тях има овален гласис от броня 127 mm.
Ръководството на „Армстронг“ предлага да се постави и тънък брониран пояс, който да дава защита от фугасни снаряди. Това с цената на незначително увеличение на водоизместимостта, а като стойност 8000 – 10 000 фунта стерлинги. Но аржентинците отказват предложението под влияние на възгледите на Британското Адмиралтейство, предпочитащо строежа на бронепалубни крайцери. Надлъжно, по целите бордове, е поставена допълнителна защита, състояща се от кофердами и въглищни бункери.
„Вейнтисинко де Майо“ има две вертикални парни машини с тройно разширение, захранвани от четири традиционни за „Армстронг“ огнетръбни парни котли. Съгласно разчетите на конструкторите, крайцерът трябва да развие скорост от 20,75 възела при мощност на машините от 8300 к.с. на естествена тяга, а на изкуствена тяга 22 възела при мощност 14 000 к.с. Фактически, на изпитанията тези показатели са надхвърлени. „Вейнтисинко де Майо“ развива скорост от 21,24 възела при мощност 8735 к.с. без форсиране, а при мощност 14 050 л.с. се ускорява до 22,43 възела. Така, към момента на влизането си в строй, „Вейнтисинко де Майо“ става най-бързият крайцер в света.
Нормалния запас въглища е 300 тона, а максималния – 620 тона. Предполага се, че при максимален запас крайцера ще може да измине 10 000 мили на скорост 10 възела. Фактически, тази стойност достига едва 8000 мили, но и дори и това, като показател е много добре за кораб с толкова малка водоизместимост.

## Оценка на проекта
При влизането в строй крайцера „Вейнтисинко де Майо“ се оценява от много специалисти като първокласен кораб. По тяхно мнение, само наличието на нескорострелната артилерия на „Круп“ е недостатък на проекта.

## Коментари
1. ↑  От на испански: 25 de Mayo, Veinticinco de Mayo – в превод „25 май“ (наречен в чест на датата на започването на Майската революция на Аржентина.
2. ↑  Град на Атлантическото крайбрежие на Аржентина.